# Ołeksandr Wiłkuł
Ołeksandr Jurijowycz Wiłkuł, ukr. Олександр Юрійович Вілкул (ur. 24 maja 1974 w Krzywym Rogu) – ukraiński polityk, przewodniczący Dniepropetrowskiej Obwodowej Administracji Państwowej (2010–2012), wicepremier (2012–2014), deputowany trzech kadencji.

## Życiorys
Ukończył w 1996 studia z zakresu technologii górnictwa na Krzyworoskim Uniwersytecie Technicznym. Pracował na kierowniczych stanowiskach w przedsiębiorstwach branży wydobywczej. Został m.in. jednym z dyrektorów w TOW Metalinwest Holding w Doniecku. Zaangażował się w działalność polityczną w ramach Partii Regionów. W 2006 i w 2007 wybierany z jej ramienia na posła do Rady Najwyższej Ukrainy (2006–2010). 18 marca 2010 objął stanowisko przewodniczącego Dniepropetrowskiej Obwodowej Administracji Państwowej. Zakończył urzędowanie 24 grudnia 2012, wchodząc w skład rządu Mykoły Azarowa jako wicepremier i sprawując ten urząd do 27 lutego 2014. W tym samym roku był jednym z założycieli Bloku Opozycyjnego, uzyskując z listy tego ugrupowania mandat deputowanego VIII kadencji, który wykonywał do 2019.
W 2019 był kandydatem w wyborach prezydenckich, otrzymał ponad 4% głosów.